# 马吉德 (漫画)
《马吉德》（阿拉伯语：‎，羅馬化：Majid）是一份在阿拉伯国家发行的儿童漫画杂志，由位于阿拉伯联合酋长国阿布扎比的阿布扎比传媒公司出版。
《马吉德》首次发行于1979年2月28日，每周一刊，除叙利亚以外的阿拉伯国家都有发行。